# Eleocharis caduca
Eleocharis caduca là loài thực vật có hoa trong họ Cói. Loài này được (Delile) Schult. mô tả khoa học đầu tiên năm 1824.